# Басово-Зарєччя
Басово-Зарєччя (рос. Басово-Заречье) — присілок в Желєзногорському районі Курської області Російської Федерації.
Населення становить 167 осіб. Входить до складу муніципального утворення Басівська сільрада.

## Історія
Населений пункт розташований на території українського етнічного та культурного краю Східна Слобожанщина.
Від 2004 року входить до складу муніципального утворення Басівська сільрада.

## Населення
| 1979 | 2002 | 2010 |
| ---- | ---- | ---- |
| 145  | ↘142 | ↗167 |